# Tageblatt für Nord-China
Das Tageblatt für Nord-China erschien in Tientsin (Tianjin) von 1904 bis 1915.

## Geschichte
Das Tageblatt für Nord-China wurde von Carl Fink, dem Leiter des Ostasiatischen Lloyd gegründet, der einzigen deutschsprachigen Zeitung in China in dieser Zeit.
Sie war vor allem für die Europäer in dem deutschen Konzessionsgebiet (Stadtteil) von Tientsin herausgegeben, das von 1899 bis 1917 bestand. (Außerdem gab es noch die Tsingtauer Neuesten Nachrichten (1904–1915) als weitere deutschsprachige Tageszeitung.)
Das Tageblatt für Nord-China  berichtete über Ereignisse in der Region, in Deutschland und weiteren Ländern. Es konnte auch
bei jedem deutschen Postamt bestellt werden.
Die verantwortlichen Redakteure waren Carl Fink (1904–1905), Ed. Klocke (1906–1908), B. Petzold (1908–?), F. K. Dressler (1911–?). Außerdem war E. Malade von 1905 bis 1906 an der Herausgabe beteiligt.
In der gleichnamigen Druckerei Tageblatt für Nord-China wurden auch einige weitere Schriften wie das Kriegstagebuch aus Tsingtao (1915) herausgeben. Sie bestand auch nach der Einstellung der Zeitung bis 1925 weiter.